# Fontaine chrob ou chouf
La fontaine chrob ou chouf située près de la mosquée Ben Youssef au cœur de la médina de Marrakech, a été élevée sous Ahmed el-Mansour (1578-1603). Son couronnement est exécuté en bois sous forme de nid d’abeille, le tout couvert d’un toit en pente revêtu de tuiles vertes. L’inscription gravée sur le linteau est une calligraphie andalouse très semblable à celle de la fontaine Mouassine.
Une des inscriptions ciselées invite le passant à « boire et regarder » (en arabe "echroub ou chouf"). 
Cette fontaine saadienne est classée depuis 1985 patrimoine mondial par l'UNESCO.

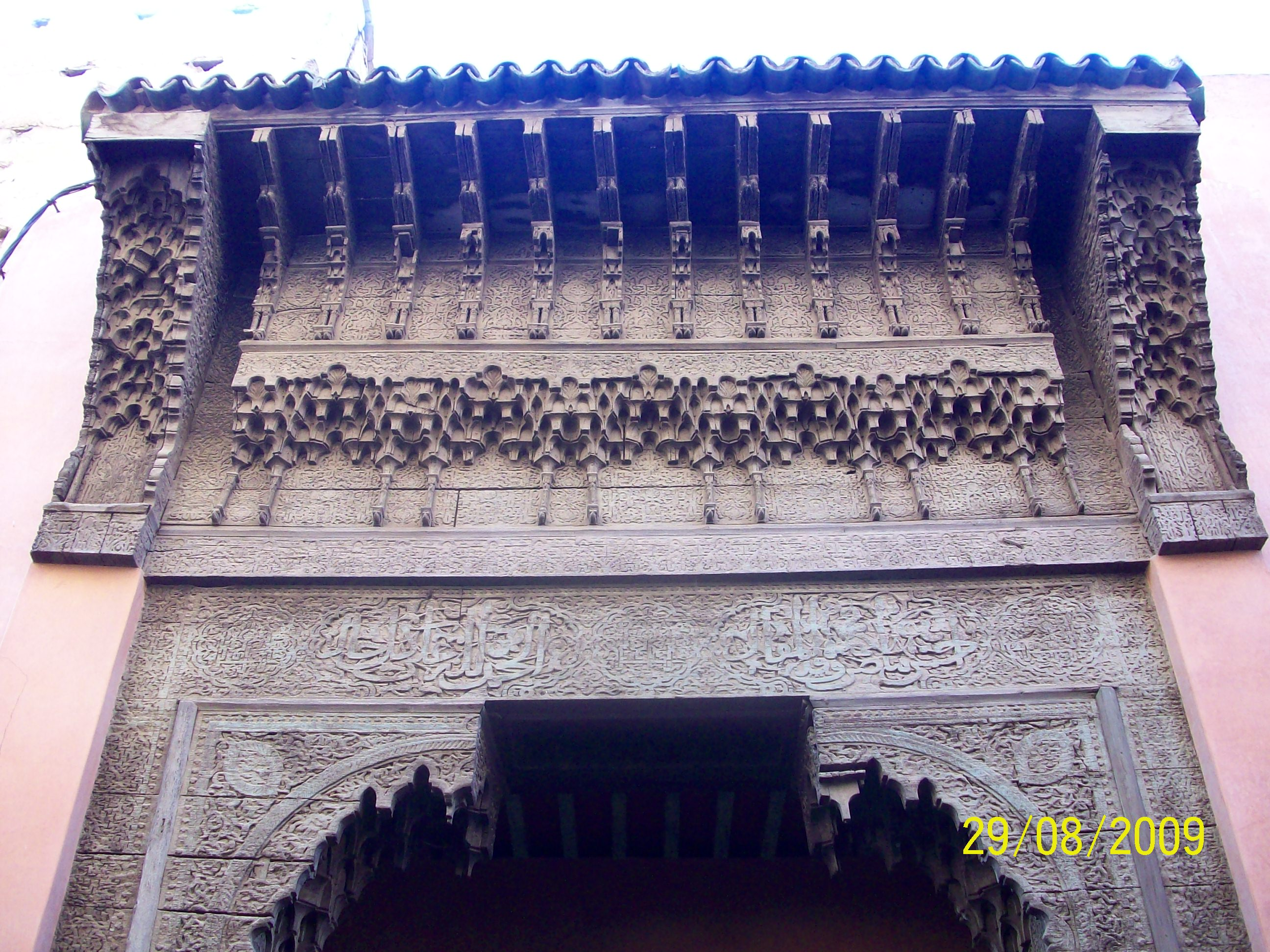
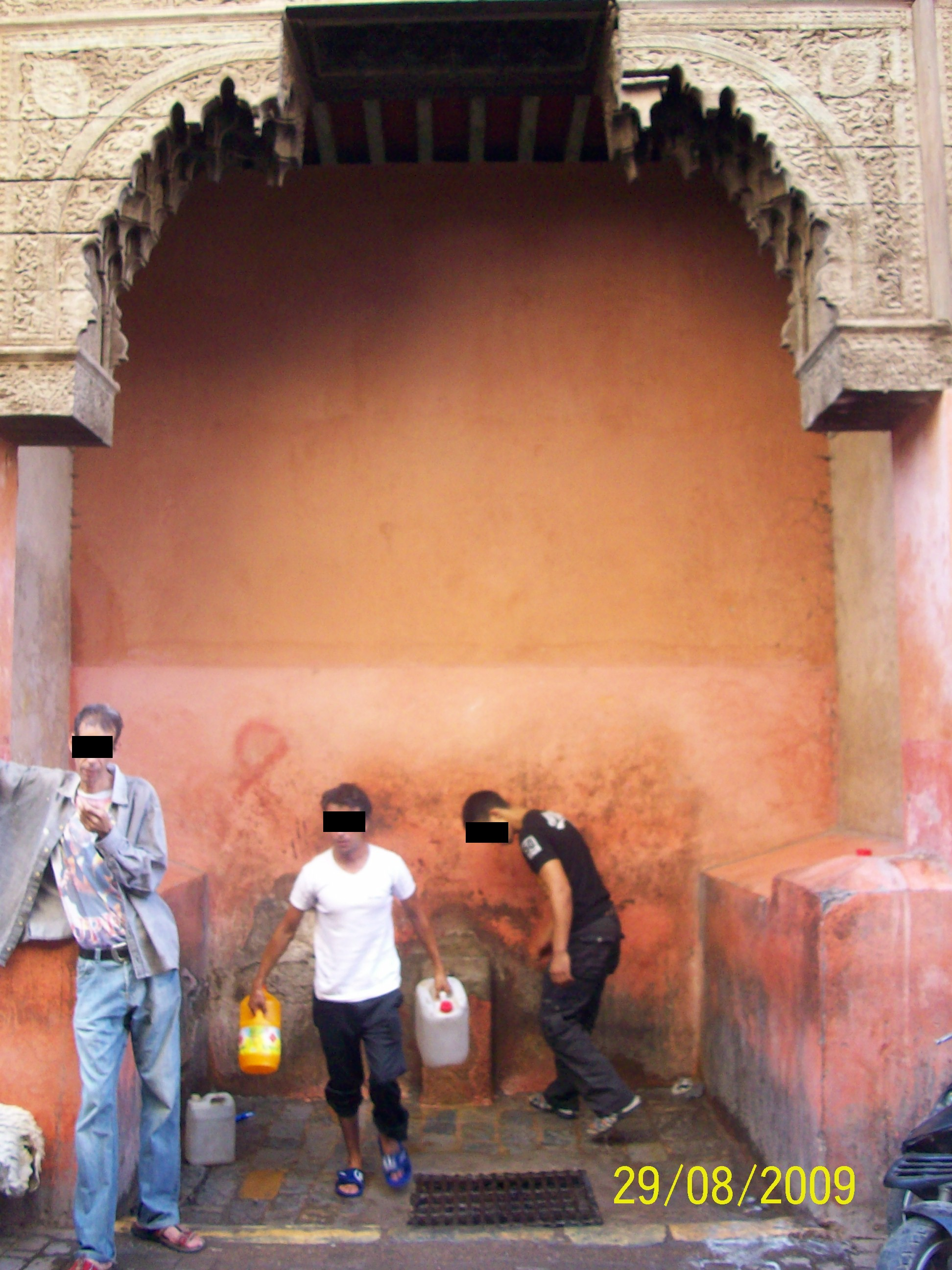
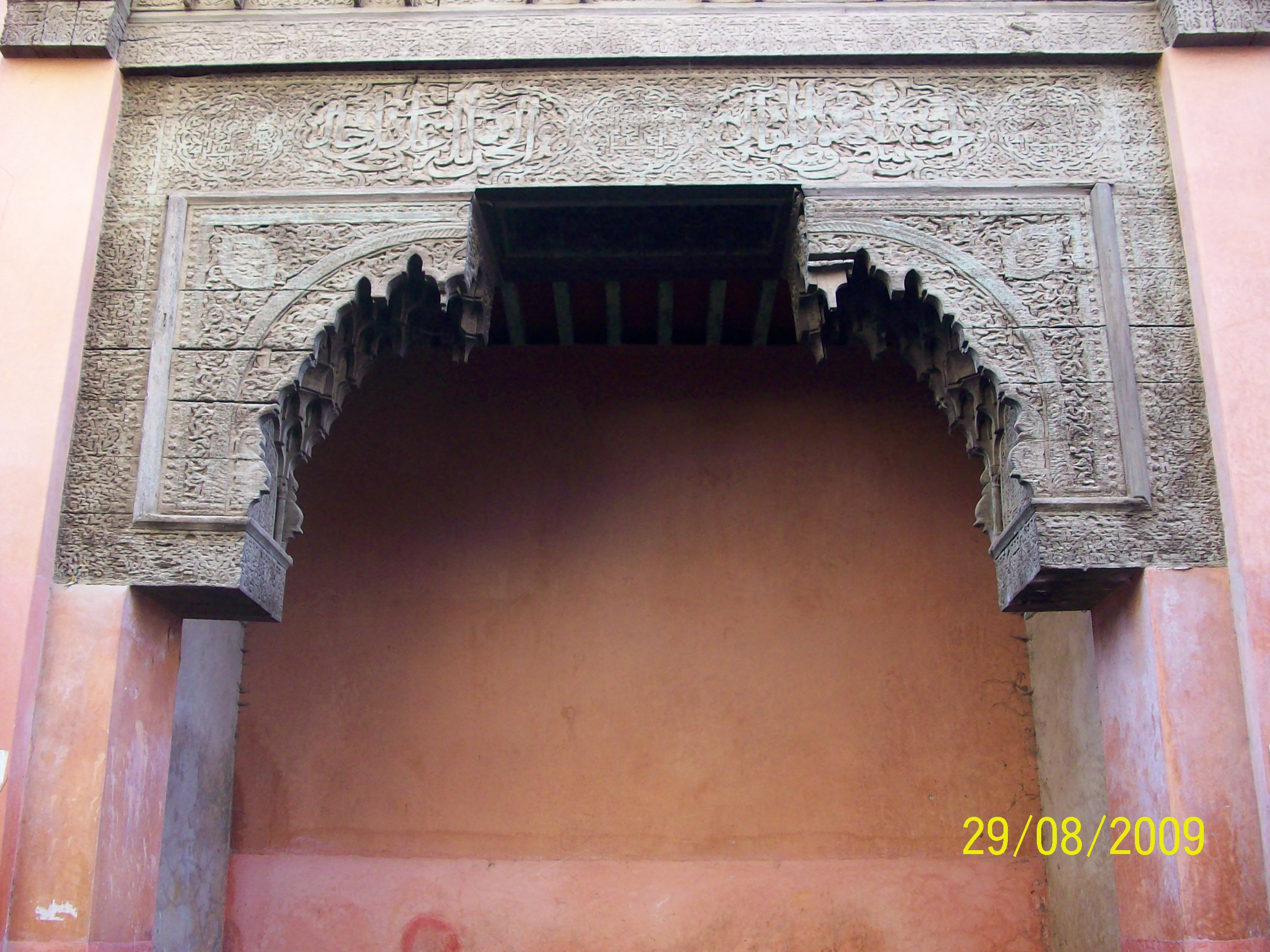